# The Biggest Reggae One Drop Anthems 2005
The Biggest Reggae One Drop Anthems 2005 – pierwszy album z serii kompilacji The Biggest Reggae One Drop Anthems, wydany 11 października 2005 roku przez londyńską wytwórnię Greensleeves Records.

## Lista utworów

### CD 1
1. Jah Cure - "Jamaica"
2. Perfect - "Handcart Boy"
3. Gyptian - "Serious Times"
4. Buju Banton & Anthony Cruz - "Place Too Bloody"
5. Hero - "In The Ghetto"
6. Daville - "My Grade"
7. Jah Cure - "Love Is"
8. Fantan Mojah - "Hail The King"
9. Richie Spice - "Blood Again"
10. Chuck Fender - "Murderer"
11. Jah Mason - "Mi Chalwa"
12. Norris Man - "Home & Away"
13. Sizzla - "Be Strong"
14. Natural Black - "Far From Reality"
15. Jah Cure - "These Are The Times"
16. Gentleman & Ras Shiloh - "Blessings Of Jah"
17. Jah Mason - "Team Up"
18. Sizzla - "Where Are You Running To"
19. Jah Cure - "The Sound"
20. Richie Spice & Chuck Fender - "Freedom"

### CD 2
1. Jah Cure - "Longing For"
2. Fantan Mojah - "Thanks & Praise"
3. Gyptian - "Mama"
4. Richie Spice - "Operation Kingfish"
5. Lutan Fyah & Josie Mel - "Rasta Still Deh Bout"
6. Jah Mason - "My Princess Gone"
7. Gentleman - "Superior"
8. Anthony Cruz - "We Nuh Wah No Gun A Dance"
9. Fantan Mojah - "Hungry"
10. Sizzla - "Rise To The Occasion"
11. Jah Cure & Gentleman - "Share The Love"
12. Chezidek - "Way How"
13. Bushman - "My Meditation"
14. Anthony B - "World A Reggae Music"
15. Chuck Fender - "For My People"
16. Jah Mali - "Be Conscious"
17. Perfect - "All I Got"
18. Tony Curtis - "High Grade Forever"
19. Jah Cure - "Poor Man's Cry"
20. Sizzla - "Jah Works"